# 霍吉拉格鄉
46°14′N 24°37′E / 46.233°N 24.617°E
霍吉拉格鄉（羅馬尼亞語：Comuna Hoghilag, Sibiu），是羅馬尼亞的鄉份，位於該國中部，由錫比烏縣負責管轄，面積52平方公里，海拔高度320米，2007年人口2,353，人口密度每平方公里45人。